# 太平洋岸自転車道

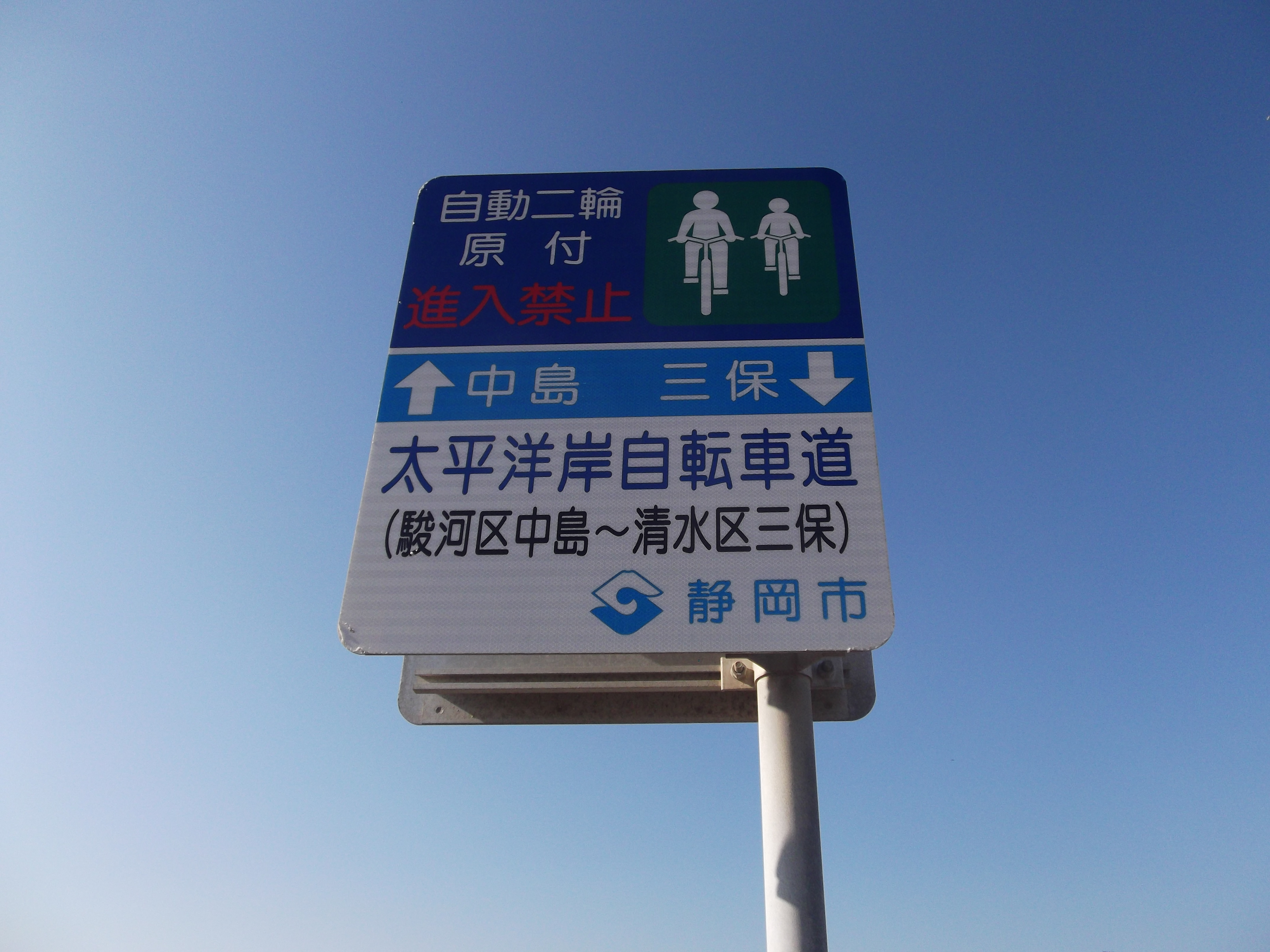
太平洋岸自転車道の標識
（静岡市駿河区。2012年12月）

太平洋岸自転車道（たいへいようがんじてんしゃどう）は、太平洋沿岸に整備中の自転車道群である。千葉県銚子市から和歌山県加太海岸（和歌山市）まで、全長1200キロメートルにもおよぶ太平洋岸沿いの大規模なサイクリングロードである。
二つのルートが設定されている区間を含めた総延長は約1400キロメートル。国と沿道6県などによる太平洋岸自転車道推進協議会が設立され、標識・表示などの統一と、2020年東京オリンピックまでの整備を目指し、2021年に所期の整備を終えた。

## 構想
急激なモータリゼーションによる交通事故の多発や、第二次サイクリングブームを背景に、昭和41年のちに財団法人自転車道路協会に改組される自転車道路建設促進協議会が設立され自転車道法案の成立を目指した。昭和43年に、財団法人自転車道路協会が全国一周自転車道路網構想をかかげ、その第一弾として昭和44年に「太平洋岸自転車道建設に関する陳情書」を提出した。その後自転車道の整備等に関する法律が制定され、それに基づく大規模自転車道整備事業の目玉の一つとして太平洋岸自転車道が構想された。1973年2月23日の衆議院交通安全対策特別委員会で政府委員・菊池三男建設省道路局長は、「単独の、自転車だけしか通らない県道」として「鹿島から房総半島を一周して、伊豆半島を通り、そのまま和歌山のほう紀伊半島までいくというような」太平洋岸自転車道の整備を可能にする措置を講じたいと発言している。また同局長の1974年2月20日の衆議院交通安全対策特別委員会での発言では「レクリエーション的なもの」が大きいとされている。
東京オリンピックに合わせた整備では、ナショナルサイクルルートの要件を満たすべく、既存の公共施設や民間施設と連携することによりゲートウェイ施設や休憩施設宿泊施設を整備する一方、専用道路に限らず、既存の車道に自転車ナビライン等を標示する車道混在整備を併用することで実現を目指しており、所期の整備を2021年1月までに終え、第二次ナショナルサイクルルートで指定された。

## 個別路線
以下の道は、大規模自転車道事業の一環で自転車歩行者専用道路として整備された、もしくはその計画であったものである。
- 千葉県道403号和田白浜館山自転車道線（南房総市和田町下三原 - 館山市沼）
- 千葉県道405号九十九里一宮大原自転車道線（九十九里町片貝 - いすみ市深堀）
- 千葉県道408号飯岡九十九里自転車道線（旭市飯岡 - 九十九里町片貝）
- 湘南海岸・砂浜のみち（神奈川県藤沢市 － 茅ヶ崎市）
- 静岡県道375号静岡御前崎自転車道線（静岡市 - 御前崎市）
- 静岡県道376号浜松御前崎自転車道線（浜松市 - 御前崎市）
- 静岡県道377号静岡清水自転車道線（静岡市駿河区中島 - 静岡市清水区三保）
- 愛知県道497号田原豊橋自転車道線（豊橋市東細谷町 - 田原市伊良湖町）
- 三重県道129号磯部大王自転車道線（志摩市磯部町穴川 - 志摩市大王町波切）
- 和歌山県道801号白浜日置川自転車道線（白浜町九十九渕 - 白浜町日置）
- 和歌山県道802号太地新宮自転車道線（太地町太地 - 新宮市新宮）

2020年のナショナルサイクルルートに向けての整備では、西湘バイパス沿いの一般国道1号太平洋岸自転車道大磯区間（神奈川県大磯町）などのように専用道路として整備された区間もあるが、維持費用が掛かる場所などは過去に専用道路として整備された箇所も自動車の通行量の少ない並行する一般道を指定した場所もあり、専用道路は196 kmにとどまっている。他は、既存の道路に矢羽根を標示する車道混在整備を施した区間が大半である。
東京湾口（浦賀水道）と伊勢湾口（伊良湖水道）は船（東京湾フェリー・伊勢湾フェリー）の利用を想定している（海上国道を参照）。

## サイクルトレイン
いくつかの区間ではサイクルトレインが運行されている。
- JR東日本では房総半島の各地に向けてB.B.BASEが運行されている。
- 伊豆急行線の南伊東駅から伊豆急下田駅間では8000系普通列車に乗せることができる。
- 伊豆箱根鉄道駿豆線で普通列車一部の駅を除く。
- 豊橋鉄道渥美線にて、イベント時以外の平日10時〜17時、土休日の終日利用可能である。
- 近畿日本鉄道の松阪駅(土休日)もしくは五十鈴川駅(平日)から賢島駅間の昼間時間帯の普通列車
- 紀勢本線の一部JR西日本の御坊駅と新宮駅間では普通列車にそのまま、白浜駅と新宮駅間では特急くろしおで自転車乗車の指定席を予約し貸与されたカバーを装着して乗車することができる。和歌山駅と御坊駅の間でも2023年秋以降普通列車に予約制の試験サービスが続いている他、JR東海の新宮駅でも紀伊長島駅までの間で試験サービスが何度か行われている。

## ゲートウェイ施設
ナショナルサイクルルート指定要件であるゲートウエイ施設には以下の施設が指定されている。

### 千葉県
- 銚子駅
- 上総一ノ宮駅
- 勝浦駅
- 安房鴨川駅
- 館山駅
- 浜金谷港

### 神奈川県
- 柳島スポーツ公園

### 静岡県
- 伊豆高原駅
- 道の駅伊豆ゲートウェイ函南
- 清水駅
- 浜松駅
- 弁天島駅

### 愛知県
- 道の駅とよはし
- 道の駅伊良湖クリスタルポルト

### 三重県
- 鳥羽駅

### 和歌山県
- 南紀白浜空港
- SHIRAHAMA KEY TERRACE HOTEL SEAMORE
- 和歌山市中央卸売市場総合食品センター「わかやままるしぇ」(現在、再整備および道の駅の設置計画が進んでいる)